# Чернышено (Орловская область)
Черны́шено — деревня в составе Прудовского сельского поселения Новосильского района Орловской области России.

## Название
Название получено по гидрониму от протекающей (в н. вр. [2017] пересохшей) речки Чернышенки.

## География
Расположена на берегу пересохшей речки Чернышенки (другое название ручей Коверин) (правый приток Зуши), в двух километрах от районного центра Новосиля.

## История
Упоминается в дозорной книге Новосильского уезда за 1614—1615 гг. как деревня Чернышина. В списках населённых мест Тульской губернии за 1859 год упомянуто как сельцо, т. е. селение с господским домом. Относилась к приходу Никольской церкви города Новосиля. В 1894 году была открыта школа грамоты. 

## Население
| 1857 | 1859 | 1915 | 2002 | 2010 |
| ---- | ---- | ---- | ---- | ---- |
| 358  | ↗362 | ↗548 | ↘100 | ↘70  |

## «Чернышинская игрушка»
Наличие в окрестности различных сортов глин, в т. ч. и белых, способствовало развитию в деревне гончарного ремесла. Этому подтверждение — найденные в деревне многочисленные обломки домашней глиняной посуды, куски черепичных крыш и дымовые трубы, в 1928 году был найден старый горн для гончарного производства. Как сопутствующий основному здесь был развит игрушечный промысел, которым занимались в основном женщины. Изучением Чернышенского гончарного и игрушечного промысла занимался местный краевед учитель рисования и черчения В. Н. Глаголев. Его рукопись «Чернышинская глиняная игрушка, её история и производство», альбом акварелей с описанием игрушки и коллекция глиняных кукол хранятся в Музее игрушки в городе Сергиев Посад. Чернышенские глиняные куклы хранятся в Новосильском краеведческом музее, есть они и во Всероссийском музее декоративно-прикладного и народного искусства в Москве.